# Bertya dimerostigma
Bertya dimerostigma là một loài thực vật có hoa trong họ Đại kích. Loài này được F.Muell. mô tả khoa học đầu tiên năm 1882.